# Верхняя улица (Сестрорецк)
Ве́рхняя у́лица — улица в городе Сестрорецке Курортного района Санкт-Петербурга. Проходит от 5-й Тарховской улицы до 6-й Тарховской улицы.
Название появилось в начале XX века. Связано, вероятно, с тем, что улица находится на самой высокой точке дюны. Нижней улицей до 1959 года была нынешняя улица Емельянова.